# Sitones

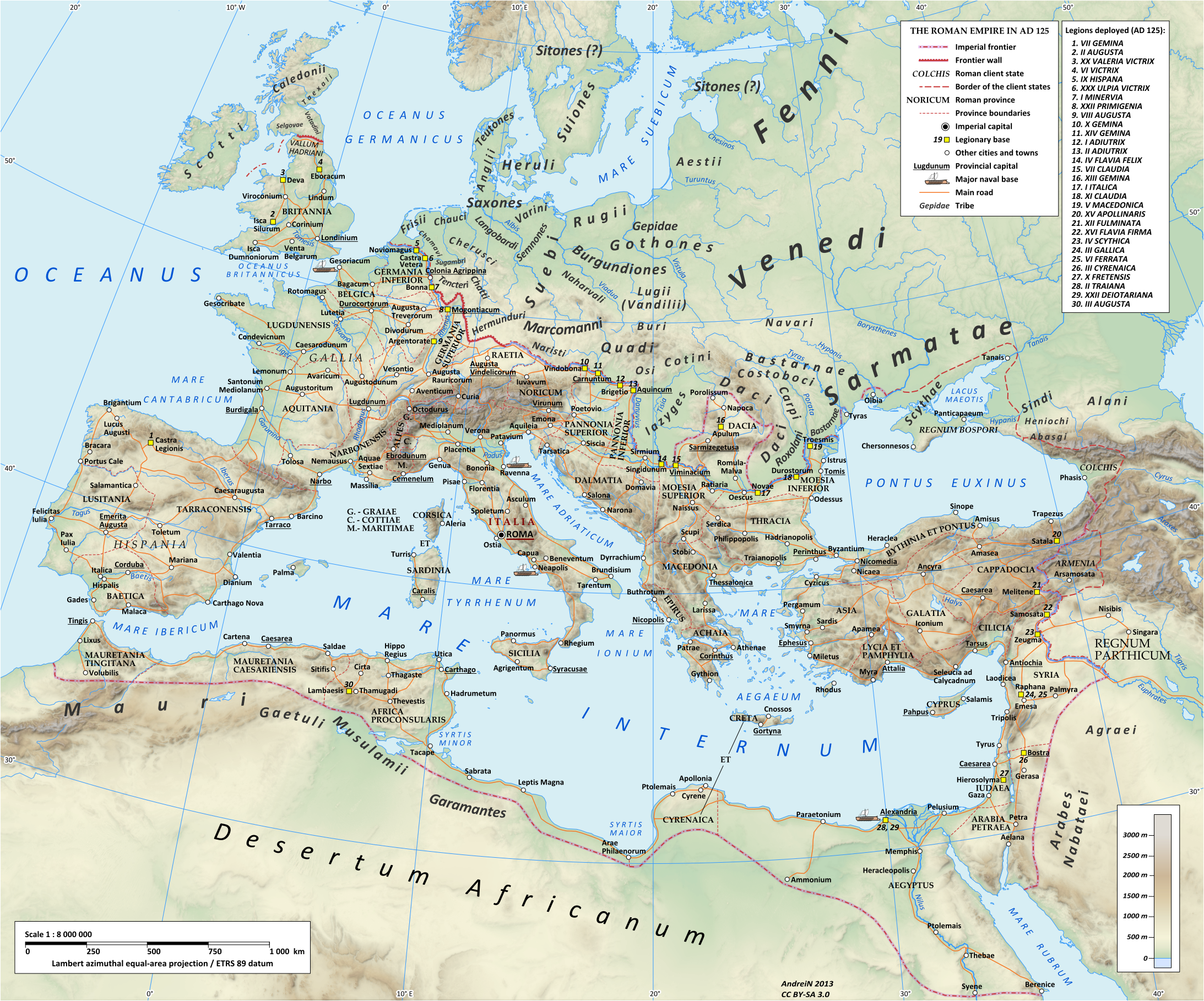
Mapa que muestra el imperio Romano en el año 125 y a la Europa bárbara contemporánea, mostrando dos posibles ubicaciones de los Sitones. Uno, basado en Tácito, los coloca en Suecia Central. Otro punto de vista los coloca alrededor de la actual Estonia y/o Finlandia.

Los Sitones eran uno de los pueblos germánicos que vivieron en algún lugar de Europa del norte en el siglo I d. C. Sólo son mencionados por Cornelio Tácito en 97 d. C. en su libro Germania. Tácito los consideró similares a losSuiones (antepasados de los actuales Suecos) aparte de un único descriptor, concretamente que las mujeres eran el sexo gobernante.
Sobre los Suiones, esta la frontera de las personas Sitones; y, estándoles de acuerdo con ellos en todas las demás cosas, difieren de ellos en una, que aquí la soberanía está ejercitada por una mujer. Así que ellos notoriamente degenera no sólo de un estado de libertad, si no incluso debajo de un estado de servidumbre.
Especulaciones sobre los antecedentes de los Sitones son numerosas. Según una teoría, el nombre es un malentendido parcial de Sigtuna, una de las ubicaciones centrales del Reino de Suecia, el cual mucho más tarde tuvo la ortografía latina Situne.
Otro punto de vista es que la "reina" de los Sitones se deriva por confusión lingüística con una palabra del Nórdica antiguo para "mujer" del nombre del Kvens o Quains.
Según el medievalista Kemp Malone (1925), la  caracterización de Tácito de tanto los Suiones y los Sitones es "una obra de arte, no una pieza de investigación histórica", con la sumisión de los Sitones a una mujer como la degeneración lógica que culminó después de la sumisión total de los Sitones a su rey y la entrega de sus armas a un esclavo.